# Amblyosyllis speciosa
Amblyosyllis speciosa är en ringmaskart som beskrevs av Izuka 1912. Amblyosyllis speciosa ingår i släktet Amblyosyllis och familjen Syllidae. Inga underarter finns listade i Catalogue of Life.